# Hokuto Shimoda
Hokuto Shimoda (下田 北斗 Shimoda Hokuto?), född 7 november 1991 i Kanagawa prefektur, är en japansk fotbollsspelare.
Shimoda började sin karriär 2014 i Ventforet Kofu. Efter Ventforet Kofu spelade han för Shonan Bellmare och Kawasaki Frontale. Med Kawasaki Frontale vann han japanska ligan 2018.